# Dibutylamin
Dibutylamin ist eine chemische Verbindung aus der Gruppe der Amine, die in der chemischen Industrie vielfache Verwendung findet.

## Gewinnung und Darstellung
Dibutylamin wird durch Hochdrucksynthese aus 1-Butanol und Ammoniak hergestellt.

## Verwendung
Dibutylamin wird verwendet als Vulkanisationsbeschleuniger und Katalysator sowie als Zwischenprodukt zur Herstellung von Farb-, Arznei- und Korrosionsschutzstoffen sowie Pflanzenschutzmitteln und anderen Chemikalien.

## Sicherheitshinweise
Dibutylamin reagiert stark exotherm mit Säuren. Seine Dämpfe sind schwerer als Luft.